# Eriococcus crenilobatus
Eriococcus crenilobatus är en insektsart som beskrevs av James Mather Hoy 1962. Eriococcus crenilobatus ingår i släktet Eriococcus och familjen filtsköldlöss. Inga underarter finns listade i Catalogue of Life.